# Карантан-ле-Маре (кантон)
Карантан-ле-Маре (фр. Carentan-les-Marais) (до 5 марта 2020 года назывался Карантан, фр. Carentan) — кантон во Франции, находится в регионе Нормандия, департамент Манш. Расположен на территории трех округов: две коммуны входят в состав округа Кутанс, пять — в состав округа Сен-Ло, четырнадцать — в состав округа Шербур.

## История
До 2015 года в состав кантона входили коммуны Бреван, Карантан, Кас, Ле Ве, Меоти, Ове, Осе, Ред, Сен-Жорж-де-Боон, Сен-Ком-дю-Мон, Сен-Пеллерен, Сент-Андре-де-Боон, Сент-Илер-Петивиль и Сентени.
В результате реформы 2015 года  состав кантона был изменен. В его составе осталось только двенадцать коммун, Осе и Ред перешли в кантон Агон-Кутенвиль; вместо них в состав кантона были включены тридцать одна коммуна упраздненных кантонов Ла-Э-дю-Пюи, Перье и Сент-Мер-Эглиз.
С 1 января 2016 года состав кантона изменился: коммуны Амфревиль, Вендфонтен, Гурбевиль, Кретвиль и Утвиль присоединились к коммуне Пиковиль; коммуны Бёзвиль-о-Плен, Фукарвиль, Шеф-дю-Пон и Экокенеовиль присоединились к коммуне Сент-Мер-Эглиз; коммуны Сентени и Сен-Жорж-де-Боон образовали новую коммуну Тер-э-Маре; коммуны Анговиль-о-Плен, Ле Ве, Карантан, Сен-Ком-дю-Мон и Уэсвиль образовали новую коммуну Карантан-ле-Маре, к которой перешел статус административного центра кантона.
С 1 января 2017 года состав кантона снова изменился: коммуны Бреван и Сен-Пеллерен присоединились к коммуне Карантан-ле-Маре, а коммуна Ле-Муатье-ан-Ботуа кантона Брикебек присоединилась к коммуне Пиковиль.
1 января 2019 года коммуны Брюшвиль, Вьервиль, Кас, Сент-Илер-Петивиль и Монмартен-ан-Грень кантона Понт-Эбер вошли в состав коммуны Карантан-ле-Маре; коммуны Каркебю и Равеновиль вошли в состав коммуны Сент-Мер-Эглиз.
2 марта 2020 года указом № 2020-212 кантон переименован в Карантан-ле-Маре. .

## Состав кантона с 1 января 2019 года
В состав кантона входят коммуны (население по данным Национального института статистики Архивная копия от 7 ноября 2021 на Wayback Machine за 2018 г.):
- Апвиль (179 чел.)
- Бёзвиль-ла-Бастий (144 чел.)
- Блосвиль (317 чел.)
- Бопт (430 чел.)
- Бутвиль (74 чел.)
- Ивиль (67 чел.)
- Карантан-ле-Маре (9 480 чел., без ассоциированной коммуны Монмартен-ан-Грень)
- Льевиль-сюр-Дув (204 чел.)
- Меоти (647 чел.)
- Нёвиль-о-Плен (90 чел.)
- Ове (676 чел.)
- Одувиль-ла-Юбер (77 чел.)
- Пиковиль (3 270 чел.)
- Себвиль (34 чел.)
- Сен-Жермен-де-Варвиль (112 чел.)
- Сен-Мари-дю-Мон (713 чел.)
- Сен-Мартен-де-Варвиль (174 чел.)
- Сент-Мер-Эглиз (3 074 чел.)
- Сент-Андре-де-Боон (346 чел.)
- Тер-э-Маре (1 299 чел.)
- Тюркевиль (132 чел.)

## Политика
На президентских выборах 2022 г. жители кантона отдали в 1-м туре Эмманюэлю Макрону 32,2 % голосов против 30,2 % у Марин Ле Пен и 12,6 % у Жана-Люка Меланшона; во 2-м туре в кантоне победил Макрон, получивший 52,7 % голосов. (2017 год. 1 тур: Марин Ле Пен – 25,1 %, Франсуа Фийон – 22,9 %, Эмманюэль Макрон – 22,4 %, Жан-Люк Меланшон – 15,2 %; 2 тур: Макрон – 61,1 %. 2012 год. 1 тур: Николя Саркози — 30,2 %, Франсуа Олланд — 26,1 %, Марин Ле Пен — 19,2 %; 2 тур: Саркози — 52,6 %).
С 2021 года кантон в Совете департамента Манш представляют вице-мэр коммуны Карантан-ле-Маре Мариз Ле Гоф (Maryse Le Goff) и вице-мэр коммуны Пиковиль Эрве Мари (Hervé Marie) (оба - Разные правые).
|                | Кандидаты                | Партия                   | Первый тур | Первый тур     | Второй тур | Второй тур |
| Кол-во голосов | Кандидаты                | Партия                   | % голосов  | Кол-во голосов | % голосов  |            |
| -------------- | ------------------------ | ------------------------ | ---------- | -------------- | ---------- | ---------- |
|                | Мариз Ле Гоф Эрве Мари   | Разные правые            | 2 401      | 48,14          | 2 918      | 61,54      |
|                | Амели Дави Йоан Летуз    | Разные левые             | 1 418      | 28,43          | 1 824      | 38,46      |
|                | Франк Симон Летиция Фили | Национальное объединение | 1 169      | 23,44          |            |            |

|                | Кандидаты                     | Партия                  | Первый тур | Первый тур     | Второй тур | Второй тур |
| Кол-во голосов | Кандидаты                     | Партия                  | % голосов  | Кол-во голосов | % голосов  |            |
| -------------- | ----------------------------- | ----------------------- | ---------- | -------------- | ---------- | ---------- |
|                | Мариз Ле Гоф Марк Лефевр      | Разные правые           | 2 872      | 36,56          | 3 467      | 42,34      |
|                | Элизабет Обер Эрве Уэль       | Социалистическая партия | 2 117      | 26,95          | 2 456      | 30,00      |
|                | Изабель Лельевр Франк Симон   | Национальный фронт      | 2 263      | 28,81          | 2 265      | 27,66      |
|                | Анн-Мари Бертело Дени Тардиво | Левый фронт             | 603        | 7,68           |            |            |